# Kenyan Premier League
Die Kenyan Premier League (KPL) ist die höchste Spielklasse im kenianischen Männerfußball und wird seit 1963 ausgetragen.
In der KPL tritt jeder Vereine in Hin- und Rückspielen gegen jeden anderen Verein an. Dabei wird der Meistertitel und die Teilnahme an den KPL Top 8 sowie an der CAF Champions League ausgespielt. Die letzten beiden Mannschaften steigen in die zweite Liga, die FKL Nationwide Division One, ab.
Der erfolgreichste Verein ist Gor Mahia FC mit 20 gewonnenen Meisterschaften.

## Modus
Ein Meisterschaftsjahr wird in eine Hin- und Rückrunde mit je 17 Spielen unterteilt. Die Hinrunde wird von Februar bis Mai gespielt und die Rückrunde, nach einem Monat Pause, von Juli bis November. Während dieser Saison treffen die 16 Vereine der KPL zweimal aufeinander; je einmal im eigenen Stadion und einmal im Stadion des Gegners.
Die Mannschaft, die das Meisterschaftsjahr auf den ersten Platz beendet, wird Meister der Kenyan Premier League. Die zwei letzten Mannschaften steigen in die FKL Nationwide Division One ab, und deren zwei erstplatzierten Mannschaften steigen direkt in die KPL auf. Gleichzeitig werden die Teilnehmer an den afrikanischen Vereinsturnieren ermittelt. Über die CAF-Fünfjahreswertung wird bestimmt, wie viele Vereine aus welchem nationalen Verband an der CAF Champions League bzw. am CAF Confederation Cup teilnehmen. Durch die derzeitige Platzierung von Kenia in der Fünfjahreswertung nimmt der Meister an der CAF Champions League teil.
Nach jeder Partie erhält die siegreiche Mannschaft 3 Punkte und die besiegte 0 Punkte, bei einem Unentschieden erhält jede Mannschaft 1 Punkt. Die erreichten Punkte einer Saison werden addiert und ergeben so für jeden Spieltag eine aktuelle Rangliste der Vereine.

## Geschichte
Die Liga wurde erstmals im April 1963 unter dem Namen Kenya National Football League ausgetragen. Mit zehn teilnehmenden Mannschaften waren Luo Union, Maragoli United, Marama, Nairobi Heroes, Bunyore, Kakamega, Samia Union (alle Nairobi), Liverpool (jetzt Mwenge) und Feisal FC (beide Coast) sowie Nakuru AllStars (Rift Valley). Zwischen 1973 und 1997 hieß sie Super League; seit 1998 besitzt sie den heutigen Namen Kenyan Premier League.

## Meisterhistorie
- 1963: Nakuru All-Stars (Nakuru)
- 1964: Luo Union (Nairobi)
- 1965: Feisal FC (Mombasa)
- 1966: Abaluhya FC (Nairobi)
- 1967: Abaluhya FC (Nairobi)
- 1968: Gor Mahia FC (Nairobi)
- 1969: Nakuru All-Stars (Nakuru)
- 1970: Abaluhya FC (Nairobi)
- 1971: nicht ausgetragen
- 1972: Kenya Breweries (Nairobi)
- 1973: Abaluhya FC (Nairobi)
- 1974: Gor Mahia FC (Nairobi)
- 1975: Luo Union (Nairobi)
- 1976: Gor Mahia FC (Nairobi)
- 1977: Kenya Breweries (Nairobi)
- 1978: Kenya Breweries (Nairobi)
- 1979: Gor Mahia FC (Nairobi)
- 1980: AFC Leopards (Nairobi)
- 1981: AFC Leopards (Nairobi)
- 1982: AFC Leopards (Nairobi)
- 1983: Gor Mahia FC (Nairobi)
- 1984: Gor Mahia FC (Nairobi)
- 1985: Gor Mahia FC (Nairobi)
- 1986: AFC Leopards (Nairobi)
- 1987: Gor Mahia FC (Nairobi)
- 1988: AFC Leopards (Nairobi)
- 1989: AFC Leopards (Nairobi)
- 1990: Gor Mahia FC (Nairobi)
- 1991: Gor Mahia FC (Nairobi)
- 1992: AFC Leopards (Nairobi)
- 1993: Gor Mahia FC (Nairobi)
- 1994: Kenya Breweries (Nairobi)
- 1995: Gor Mahia FC (Nairobi)
- 1996: Kenya Breweries (Nairobi)
- 1997: Utalii FC (Ruaraka)
- 1998: AFC Leopards (Nairobi)
- 1999: Tusker FC (Nairobi)
- 2000: Tusker FC (Nairobi)
- 2001: Oserian Fastac FC (Naivasha)
- 2002: Oserian Fastac FC (Naivasha)
- 2003: Ulinzi Stars (Nakuru)
- 2004: Ulinzi Stars (Nakuru)
- 2005: Ulinzi Stars (Nakuru)
- 2006: SoNy Sugar (Awendo)
- 2007: Tusker FC (Nairobi)
- 2008: Mathare United FC (Nairobi)
- 2009: Sofapaka FC (Nairobi)
- 2010: Ulinzi Stars (Nakuru)
- 2011: Tusker FC (Nairobi)
- 2012: Tusker FC (Nairobi)
- 2013: Gor Mahia FC (Nairobi)
- 2014: Gor Mahia FC (Nairobi)
- 2015: Gor Mahia FC (Nairobi)
- 2016: Tusker FC (Nairobi)
- 2017: Gor Mahia FC (Nairobi)
- 2018: Gor Mahia FC (Nairobi)
- 2019: Gor Mahia FC (Nairobi)
- 2019/20: Gor Mahia FC (Nairobi)
- 2020/21: Tusker FC (Nairobi)
- 2021/22: Tusker FC (Nairobi)
- 2022/23: Gor Mahia FC (Nairobi)
- 2023/24: Gor Mahia FC (Nairobi)
- 2024/25: Kenya Police FC

## Rangliste
| Verein            | Titel | Jahr |
| ----------------- | ----- | --- |
| Gor Mahia FC      | 21    | 1968, 1974, 1976, 1979, 1983, 1984, 1985, 1987, 1990, 1991, 1993, 1995, 2013, 2014, 2015, 2017, 2018, 2019, 2020, 2023, 2024 |
| Tusker FC         | 13    | 1972, 1977, 1978, 1994, 1996, 1999, 2000, 2007, 2011, 2012, 2016, 2021, 2022                                                 |
| AFC Leopards      | 12    | 1966, 1967, 1970, 1973, 1980, 1981, 1982, 1986, 1988, 1989, 1992, 1998                                                       |
| Ulinzi Stars      | 4     | 2003, 2004, 2005, 2010 |
| Nakuru AllStars   | 2     | 1963, 1969 |
| Luo Union         | 2     | 1964, 1975 |
| Oserian Fastac FC | 2     | 2001, 2002 |
| Feisal FC         | 1     | 1965 |
| Utalii FC         | 1     | 1997 |
| SoNy Sugar        | 1     | 2006 |
| Mathare United FC | 1     | 2008 |
| Sofapaka FC       | 1     | 2009 |
| Kenya Police FC   | 1     | 2024/25 |